# Vương triều thứ Hai Mươi Bảy của Ai Cập
Vương triều thứ Hai Mươi Bảy của Ai Cập cổ đại (Vương triều thứ 27) còn được gọi là Thời kỳ Ai Cập Satrap thứ nhất là một triều đại trong lịch sử Ai Cập. Sự cai trị của nó được đặt trong một tỉnh (các nhà cai trị của tỉnh được gọi là satrap) của Đế chế Achaemenes giữa những năm 525 TCN đến 402 TCN.
Sau một khoảng thời gian độc lập, trong đó ba vương triều do người bản địa trị vì (Vương triều thứ 28, 29 và 30), Artaxerxes III (358 TCN) cai trị khu vực khu sông Nile trong một thời gian ngắn thứ nhì (343 TCN), được gọi là Vương triều thứ 31 của Ai Cập.

## Pharaon Vương triều thứ 21
Các pharaon của Vương triều thứ 27 trị vì khoảng 121 năm, từ năm 525 TCN đến 404 TCN. Những người cai trị với nền được tô màu tím là các pharaon Ai Cập bản địa đã nổi loạn chống lại sự cai trị của nhà Achaemenes.
| Tên pharaon     | Hình ảnh | Cai trị         | Tên Ngai   | Ghi chú                                                     |
| --------------- | -------- | --------------- | ---------- | ----------------------------------------------------------- |
| Cambyses II     |          | 525-522 BC      | Mesutire   | Đã đánh bại Psamtik III trong Trận Pelusium vào năm 525 TCN |
| Bardiya/Gaumata |          | 522 TCN         |            | Có thể là một kẻ mạo danh                                   |
| Petubastis III  |          | 522/521-520 TCN | Seheruibre | Nổi loạn chống lại các Pharaon Achaemenes                   |
| Darius I Đại đế |          | 522-486 BC      | Stutre     |                                                             |
| Psamtik IV      |          | Thập kỷ 480 TCN |            | Nổi loạn chống lại các Pharaon Achaemenes                   |
| Xerxes I Đại đế |          | 486-465 TCN     |            |                                                             |
| Artabanus       |          | 465–464 TCN     |            | Ám sát Xerxes I, và sau đó bị giết bởi Artaxerxes I         |
| Artaxerxes I    |          | 465-424 TCN     |            |                                                             |
| Xerxes II       |          | 425-424 TCN     |            | Lên ngôi bằng mưu kế                                        |
| Sogdianus       |          | 424-423 TCN     |            | Lên ngôi bằng mưu kế                                        |
| Darius II       |          | 423-404 TCN     |            | Pharaon cuối cùng của Vương triều thứ 27                    |

## Các satrap Vương triều thứ 27
Bảng sau đây liệt kê các satrap (người cai trị tỉnh Ai Cập của Achaemenes.
| Tên của satrap | Cai trị                         | Quân vương                             | Ghi chú |
| -------------- | ------------------------------- | -------------------------------------- | --- |
| Aryandes       | 525–522 TCN; 518–khoảng 496 TCN | Cambyses II, Darius I                  | Bị phế truất sau một cuộc nổi dậy vào năm 522 trước Công nguyên, sau đó được khôi phục vào năm 518 trước Công nguyên và sau đó lại bị phế truất bởi Darius I |
| Pherendates    | khoảng 496–khoảng486 TCN        | Darius I                               | Có thể bị giết trong một cuộc nổi dậy |
| Achaemenes     | khoảng 486–459 TCN              | Xerxes I, Artaxerxes I                 | Một người anh em của Xerxes I, sau đó bị phiến quân giết chết Inaros II                                                                                      |
| Arsames        | khoảng 454–khoảng 406 TCN       | Artaxerxes I, Xerxes II, Artaxerxes II | Satrap cầm quyền dài nhất của Ai Cập |